# Qaratau (Gebirge)
Der Qaratau (kasachisch Қаратау Жотасы; russisch хребет Каратау/ Karatau) ist ein Gebirge im Süden Kasachstans.
Der Qaratau ist ein nordwestlicher Ausläufer des Tianshan. Der Name ist türkischen Ursprungs und kann mit „Schwarze Berge“ übersetzt werden. Der Gebirgszug ist etwa 420 km lang und erstreckt sich nördlich des Flusses Syrdarja in Südost-Nordwest-Richtung. Nördlich des Qaratau liegt die Wüste Mujunkum. Die größten Erhebungen erreichen eine Höhe von 2176 m, durchschnittlich beträgt die Höhe zwischen 1000 m und 1500 m. In den Bergen befinden sich Höhlen und Ausgrabungsstätten.